# Wrzęchy
Wrzęchy (Pentastomida, pięciouste, Linguatulida) – podgromada pasożytów wewnętrznych. Znanych jest ok. 95 gatunków. 

## Tryb życia
Postacie dojrzałe pasożytują w płucach i drogach oddechowych węży i krokodyli, rzadziej u ssaków, bardzo rzadko u ptaków, płazów i ryb. Do rozwoju większość gatunków wymaga żywicieli pośrednich, którymi są ssaki, rzadziej ryby. Szkody wyrządzane żywicielom są nieznaczne. Tylko masowe występowanie larw u żywicieli pośrednich może obniżać ich zdrowotność. W strefach tropikalnych larwy niektórych wrzęch otorbiają się w płucach, rzadziej w wątrobie człowieka i mogą wywoływać poważne schorzenia. Wrzęchy występują na wszystkich kontynentach, ale w większości w strefach tropikalnych. 

## Budowa zewnętrzna

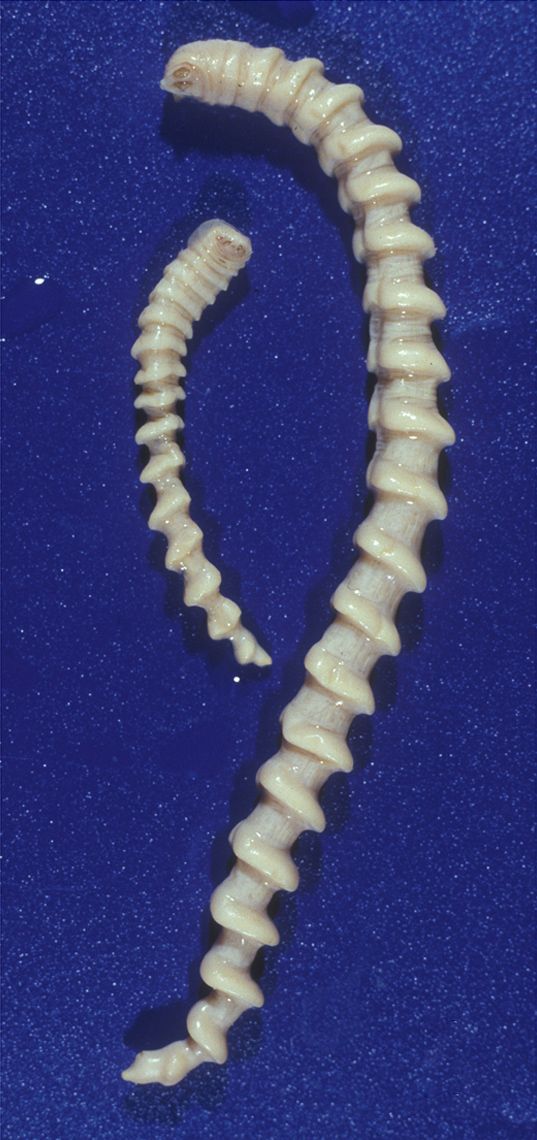
Armillifer sp.

Dojrzałe osobniki są od 2 do 13 mm długie. Ciało mają białawe lub żółtawe. Wydłużone robakowato, obłe, liściaste lub językowate (synonim: Linguatulida) spłaszczone grzbietowo-brzusznie. Odcinek przedni jest stożkowo rozszerzony. Na szczycie stożka występuje otwór gębowy. U wrzęch uważanych za pierwotniejsze, po bokach stożka osadzone są 4 wyrostki, będące narządami czepnymi, każdy zaopatrzony w oskórkowe haki, a otwór gębowy występuje na kurczliwym wyrostku. U wyżej stojących w systematyce wrzęch, wyrostki mogą być krótkie kikutowate, albo nie występują, a na bokach ciała pokrycie stożka pokrycie ciała jest zagłębione w 4 kieszonki, z oskórkowymi hakami, wysuwanymi z otworów kieszonek specjalnymi mięśniami. W sumie u tego ostatniego typu wrzęch na przodzie ciała  występuje 5 otworów, uważanych przez dawniejszych badaczy za wejścia do układu pokarmowego i stąd wzięła się nazwa tradycyjna nazwa typu: pięciouste – Pentastomida. Reszta ciała, zwana tułowiem, jest zewnętrznie pierścieniowana. Liczba pierścieni jest stała dla gatunku. Są one przejawem metamerii zewnętrznej. Postacie dojrzałe u części gatunków i postacie młodociane u wszystkich gatunków, są pokryte gęsto ułożonymi pierścieniami oskórkowych kolców. Otwór odbytowy osadzony jest na końcu tułowia.

## Systematyka
Wrzęchy były tradycyjnie klasyfikowane w randze typu. W 1972 Wingstrand wykazał podobieństwa pomiędzy nimi a splewkami.  Podobieństwa te zostały potwierdzone badaniami molekularnymi, co spowodowało zaliczenie wrzęch do stawonogów.